# Szczawa (dopływ Wisłoki)
Szczawa – potok, lewobrzeżny dopływ Wisłoki o długości 12,07 km.
Potok płynie w Beskidzie Niskim i na Pogórzu Jasielskim. Jego źródła znajdują się na wysokości 580–600 m n.p.m., na północno-wschodnich stokach Świerzowej. Spływa początkowo w kierunku północno-wschodnim, głęboką i wąską doliną między masywem Trzech Kopców na południu a Górą Zamkową na północy. Następnie płynie przez Mrukową i, zostawiając po prawej stronie masyw Bucznika, wypływa na dość zrównany w tym miejscu teren Pogórza Jasielskiego. Poniżej wsi Samoklęski, poza drogą nr 993 Gorlice – Nowy Żmigród, skręca na północ. Przed Osiekiem Jasielskim skręca ponownie, ku północnemu zachodowi, by poniżej tej miejscowości, na wysokości ok. 255 m n.p.m. ujść do Wisłoki tuż przed ujściem do niej innego dopływu z grupy Magury Wątkowskiej – Kłopotnicy. Dopływy lewobrzeżne bardzo nieliczne, wśród dopływów prawobrzeżnych głównie drobne cieki wodne z północnych stoków Bucznika.